# Râul Corbu, Râul Lung
Râul Corbu este un curs de apă afluent al Râului Lung

## Hărți
- Harta Județului Caraș-Severin
- Harta Muntele Mic și Țarcu  Arhivat în 28 martie 2010, la Wayback Machine.